# 泡罕里峰
泡罕里峰（Paohanli Peak）/ 堡洪里峰（Pauhunri）是喜马拉雅山脉的一座山峰，位于中国西藏日喀则地区亚东县与印度锡金邦北锡金县东北部交界处，是中印两国的界山之一，坐27°57′11″N 88°50′33″E / 27.9530°N 88.8425°E。它大约在金城章嘉峰东北方75公里处。从此峰开始由北向南，在中印边界还矗立着海拔6500米以上的4座山峰，分别为莫拉意（Molayi,海拔6,673米（21,893英尺））、托成约路（Tovhenyolu,海拔7,024米（23,045英尺））、其久拉布杰（Qijolabje,海拔6,902米（22,644英尺））和康长宾松（Kanchangbinshong,海拔6,605米（21,670英尺））。

## 登山历史
泡罕里峰/堡洪里峰海拔7,128（23,386英尺），登山难度为三星级。是于1911年由英国登山队，苏格兰登山家亚历山大•克拉斯与两位名为桑尼、东尼的雪巴人兄弟，从西坡锡金一侧共同完成首登。直到80年后，人们才知道该次攀登是1911年至1930年之间地球上最高的登顶。东坡中国一侧至今无人成功登顶过。